# إليس واتسون
إليس واتسون (بالإنجليزية: Ellis Watson) هو مؤرخ بريطاني، ولد في 1947.